# Gu Beibei
Gu Beibei (Pequim, 25 de novembro de 1980) é uma nadadora sincronizada chinesa, medalhista olímpica. 

## Carreira
Gu Beibei representou seu país nos Jogos Olímpicos de 2004 e 2008, ganhando a medalha de bronze em Pequim, por equipes. 